# Malepère
Das Weinbaugebiet Malepère liegt südlich von Carcassonne in unmittelbarer Nachbarschaft nördlich der Appellation Limoux in der Weinbauregion Languedoc. Im Norden schließt sich das Weinbaugebiet Cabardès an. Die Weinberge umfassen ca. 620 Hektar Rebfläche in den 39 Gemeinden Alaigne, Alairac, Arzens, Bellegarde-du-Razès, Belvèze-du-Razès, Brézilhac, Brugairolles, Cailhau, Cailhavel, Cambieure, Carcassonne, La Cassaigne, Caux-et-Sauzens, Couffoulens, La Courtète, Donazac, Fanjeaux, Fenouillet-du-Razès, Ferran, Gramazie, La Force, Hounoux, Lasserre-de-Prouille, Laurac, Lauraguel, Lavalette, Malviès, Mazerolles-du-Razès, Montclar, Montgradail, Montréal, Preixan, Roullens, Routier, Saint-Martin-de-Villereglan, Villarzel-du-Razès, Villeneuve-lès-Montréal, Villesèquelande und Villesiscle im Département Aude. Die Herkunftsbezeichnung verfügt seit dem 2. Mai 2007 ausschließlich für den Rotwein und Roséwein über den Status einer Appellation d’Origine Contrôlée (kurz AOC) und ersetzte die alte Herkunftsbezeichnung Côtes de la Malepère.
Die Weinberge liegen auf einer mittleren Höhe von ca. 200 m über dem Meer in sanften Hanglagen der Ausläufer der Pyrenäen. Durch eine nördliche Ausrichtung der Hänge sind die Rebflächen gegen die kalten Nordwinde weit ungeschützter als die des Cabardès. Gegen den aus nordwestlicher Richtung wehenden Cers ist das Gebiet ebenfalls nicht geschützt, da die Luftmassen über den Korridor des Canal du Midi in das Gebiet einfallen. Dadurch stellt das Gebiet klimatisch den Übergang von mediterranem Klima zu den Bedingungen in Aquitanien dar. Dies wirkt sich auch auf die Wahl der Rebsorten aus.

## Etymologie
Der Name Malepère ist eine Wortneuschöpfung – abgeleitet vom Okzitanischen Wort Peyre mit der Bedeutung Stein und dem Französischen Adjektiv male (mit der Bedeutung schlecht). Die Herkunft des Namens hat zwei Ursprünge: Sie bezieht sich auf den felsigen Untergrund, der Mensch und Maschine noch heute alles abverlangt. Außerdem steht die Herkunft in Verbindung mit einem nahegelegenen Steinbruch, der besonders porösen Stein vorbringt und als Erklärung für viele eingefallene und geflickte Bauwerke aus älteren Zeiten gelten kann.

## Geschichte
Die Region ist geprägt durch die Zeit des frühen und hohen Mittelalters. Kapellen und Grundsteine, die auf die Zeit Karls des Großen zurückzuführen sind, lassen diese Rückschlüsse zu. Zahlreiche Dokumente, Bauwerke und Ruinen sind Zeugnis der Inquisition und zeigen, dass sich Katharer und Dominikaner in der Region ansiedelten. Heute gilt sie als wirtschaftlich schwach und setzt mehr und mehr auf die Landwirtschaft und den Tourismus.

## Weinbaugeschichte
Seit der Besiedelung der Römer war der Weinbau ein elementarer Bestandteil der Region. Aus schriftlichen Aufzeichnungen aus dem 11. Jahrhundert geht hervor, dass die Bischöfe von Narbonne Weinkeller in Alaigne und Routier übernahmen.
Der im 17. Jahrhundert erbaute Canal du Midi brachte auch dem Handel mit Wein einen neuen Aufschwung und förderte die gesamte Region.
Bis in die 1960er Jahre wurde der Weinbau sehr intensiv betrieben und die Region produzierte sehr große Mengen. Dieser Trend war allerdings von nicht allzu langer Dauer, und neben wenigen Genossenschaften haben sich viele kleine und qualitätsorientierte Betriebe gegründet und etabliert.
Heute umfassen die Weinberge ca. 620 Hektar Rebfläche in den 39 Gemeinden Alaigne, Alairac, Arzens, Bellegarde-du-Razès, Belvèze-du-Razès, Brézilhac, Brugairolles, Cailhau, Cailhavel, Cambieure, Carcassonne, La Cassaigne, Caux-et-Sauzens, Couffoulens, La Courtète, Donazac, Fanjeaux, Fenouillet-du-Razès, Ferran, Gramazie, La Force, Hounoux, Lasserre-de-Prouille, Laurac, Lauraguel, Lavalette, Malviès, Mazerolles-du-Razès, Montclar, Montgradail, Montréal, Preixan, Roullens, Routier, Saint-Martin-de-Villereglan, Villarzel-du-Razès, Villeneuve-lès-Montréal, Villesèquelande und Villesiscleim im Département Aude.

## Rebsorten
Damit die Weine der Region Malepère der „Appellation d’Origine  Protégée“ entsprechen, müssen folgende Kriterien erfüllt werden:
Generell sind die Erträge auf 50 Hektoliter pro Hektar beschränkt. In gewissen Jahrgängen kann die Ertragsbeschränkung bis auf 60 Hektoliter pro Hektar angehoben werden.
Die Rotweine bestehen aus den Rebsorten Merlot (Anteil mindestens 50 %), Cabernet Franc und Malbec. Der Anteil der beiden letztgenannten Sorten liegt in der Summe bei mindestens 20 %. Als Nebensorten dürfen noch die Sorten Cabernet Sauvignon, Cinsault, Grenache sowie Lledoner Pelut eingesetzt werden.
Beim Roséwein ist die Leitsorte der Cabernet Franc, dessen Anteil bei mindestens 50 % liegen muss. Ergänzt wird der Cabernet Franc durch Cabernet Sauvignon, Cinsault, Malbec, Grenache, oder Merlot. Der Anteil der Nebensorten muss bei mindestens 20 % liegen.
Die Pflanzdichte liegt bei Neuanlagen bei mindestens 4400 Rebstöcken/Hektar. Die Rebflächen, die noch unter der alten Herkunftsbezeichnung Côtes de la Malepère angelegt wurden, dürfen eine Pflanzdichte von mindestens 4000 Stock/Hektar aufweisen.
Der natürliche Alkoholgehalt des Weines muss mindestens 12 Vol.-% betragen.
Die Ausstellung des offiziellen Labels, das die Garantie der Weine über Herkunft und Qualität gibt, ist abhängig von der Stichprobe und Analyse des Weines.
Rebsorten
In der Appellation Malepère sind acht verschiedene Rebsorten zugelassen: Cabernet Sauvignon & Franc, Merlot, Malbec, Grenache, Cinsaut, Syrah, Lledoner – das sind die Trauben die in der milden & sonnigen Region reifen. Die Auswahl der Trauben wird im Wesentlichen durch die klimatischen Bedingungen, die Art des Bodens und die Belastung des Landes geregelt.
- Merlot Noir: Dies ist die dominierende Rebsorte (50 %). Sehr anpassungsfähig in der Weinproduktion, erzeugt  einen vollmundigen, lieblichen und reifen Wein, der in der Nase eine Duftkombination aus roten und schwarzen Früchten mit Trüffel entfaltet.
- Cabernet Franc: Sehr zarte Trauben und Aromen, die an rote reife Beeren, wie Himbeere und schwarze Johannisbeere erinnern. Markant sind die Lakritze, die Minze sowie eine zarte Tanninstruktur.
- Cabernet Sauvignon: Dies ist eine der beliebtesten Sorten in der Weinwelt. Sie ist sehr farbig, fruchtig und hat eine starke und leistungsfähige Tanninstruktur.
- Cinsaut: Mediterrane Traube mit hoher Fruchtausprägung, die im Wesentlichen für Roséweine Verwendung finden.
- Malbec: Es ist eine wenig ergiebige Traube, die vornehmlich auf kargen Böden gedeiht. Markant sind die Tannine, der hohe Farbstoffanteil und das enorme Reifepotential.
- Grenache Noir: Fruchtige Sorte, die besonders gut an karge und trockene Böden angepasst ist.
- Lledoner Pelut: Verwandt mit der Grenache Noir Traube, ist sie eher selten verbreitet.
- Syrah: Sehr farbintensiv und aromatisch. In der Malepère ist diese Rebsorte jedoch in der Minderheit, vorwiegend interessant für Roséweine.

## Klima
Die Region ist geprägt von vielen besonderen Einflüssen. Primär dominiert das mediterrane Klima, das sich unmittelbar mit der kühleren Luft des Atlantiks austauscht und somit für stetige Winde sorgt. Nachts kann es sehr kalt werden, da nach Sonnenuntergang die Fallwinde der nahen Pyrenäen einen spürbaren Einfluss auf die gesamte Region hat.
Die durch die Sonne aufgewärmten Felsformationen, kombiniert mit der nächtlichen Kühle, kann zu außerordentlichen Temperaturunterschieden innerhalb der Region führen. Dies wirkt sich auch auf die Aromatik während des Reifeprozesses der Weintrauben aus: Bei Weißweinen schreitet die Reife tagsüber bei Hitze voran, bei Kühle wird vermehrt Säure (Weinsäure und Äpfelsäure) ausgeprägt. So erreicht man filigrane, strukturierte, aber dennoch stoffige Weißweine. Bei den Rotweinen spielt ein anderer Effekt eine signifikante Rolle: Die Rebe versucht sich vor den Temperaturunterschieden zu schützen und verstärkt die Beerenhaut. Bei Rotweinen befinden sich die Gerbstoffe (Tannin ist auch ein Gerbstoff), sowie die Anthocyane (roter Farbstoff) in der Schale. Je dicker die Schale, desto stärker die Inhaltsstoffe, die während der Gärung vom entstehenden Wein (Maischestandzeit/Maischegärung) adaptiert werden.

## Bodenbeschaffenheit
Der Charakter des Bodens besteht aus verschiedensten Zerwürfnissen. In der Regel dominiert der blanke Fels mit einer mächtigen Schicht Sandstein. In einigen Gebieten ändert sich das Bodenprofil im Radius von 100 Metern. Vorkommen kann Lehm, Granit, Kalk, vereinzelt auch Gneis und Schiefer.
Auffällig sind die Hügel von Alaigne und Fanjeaux. Sie bestehen aus sehr feinem Sandstein und teilweise Weichgestein (gepresster Sandstein mit Kieseleinbettung). Lokal werden diese geologischen Formationen Palassou genannt, nach dem Pionier der geologischen Erforschung der Pyrenäen Pierre Bernard Palassou.
Der meiste Weinbau wird auf molasseartigem Mischboden (Molasse von Carcassonne im Osten und Molasse von Castelnaudary im Westen) betrieben. Diese Böden stammen aus dem zweiten Tertiär und sind angeschwemmten Ursprungs. Dies erklärt auch die abwechselnden Schichten aus Lehm, Schlick und Sandstein.

## Weingüter
Unabhängige Weingüter:
Chateau de Robert, Chateau de Routier, Chateau Saint Jean de Grèzes, Domaine de Girard, Domaine de Granet, Domaine de la Sapinière, Domaine Lafille, Le mas de mon Pére,
www.chateaubelveze.blogspot.fr, www.chateaudecoites.com, www.chateauguilhem.com, www.domaine-de-matibat.com, www.domaine-de-peyret.fr, www.domaine-la-louviere.com, www.domainelefort.com, www.rose-paul.fr, www.souleilles.com, www.voie-romaine.com
Kooperationen:
www.annedejoyeuse.fr, www.cavedurazes.com, www.cavemalepere.com